# Talisa Garcia
Talisa Garcia is een Britse transgender actrice van Chileense afkomst. Ze werd bij een breder publiek bekend door haar rol in de serie Baptiste.

## Biografie
Garcia werd geboren als jongen in Chili en werd geadopteerd na op straat gevonden te zijn.
Haar gezin verhuisde in 1977 naar Wales. Als kind voelde ze zich al anders; in 1992 onderging ze met steun van haar ouders een volledige genderbehandeling en ging vanaf dat moment als vrouw door het leven. Later vertelde ze dat haar nieuwe voornaam gebaseerd was op de actrice Talisa Soto, de bondgirl in de film Licence to Kill.
In 2003 voltooide ze een masteropleiding acteren aan de Arts Education School in Londen. Ze speelde eerst een paar anonieme rollen. Daarna kreeg ze een rol in de serie Silent Witness en twee rollen in de BBC serie Doctors (als Gabriela da Silva in 2006 en later als Maria Perez in 2016). In 2019 werd ze bekend bij het grote publiek als Kim Vogel in de serie Baptiste.

## Werk
| jaar | serie    | rol               |
| ---- | -------- | ----------------- |
| 2006 | Doctors  | Gabriela da Silva |
| 2016 | Doctors  | Maria Perez       |
| 2019 | Baptiste | Kim Vogel         |
| 2022 | Willow   | Queen Arianna     |